# جون‌باگ
جون‌باگ (به انگلیسی: Junebug) نام فیلم کمدی-درامی است که در سال ۲۰۰۵ به کارگردانی فیل موریسون ساخته شد.
امی آدامز موفق شد برای بازی در این فیلم برای دریافتِ جایزه اسکار بهترین بازیگر نقش مکمل زن نامزد شود.

## خلاصه
مردی که در کار خرید و فروش کارهای هنری است، برای دیدن بستگانش از شیکاگو به کاریلونای شمالی می رود، و طولی نمی کشد که آرامش خانه ی آن ها را بر هم میزند